# Hoher Justizrat

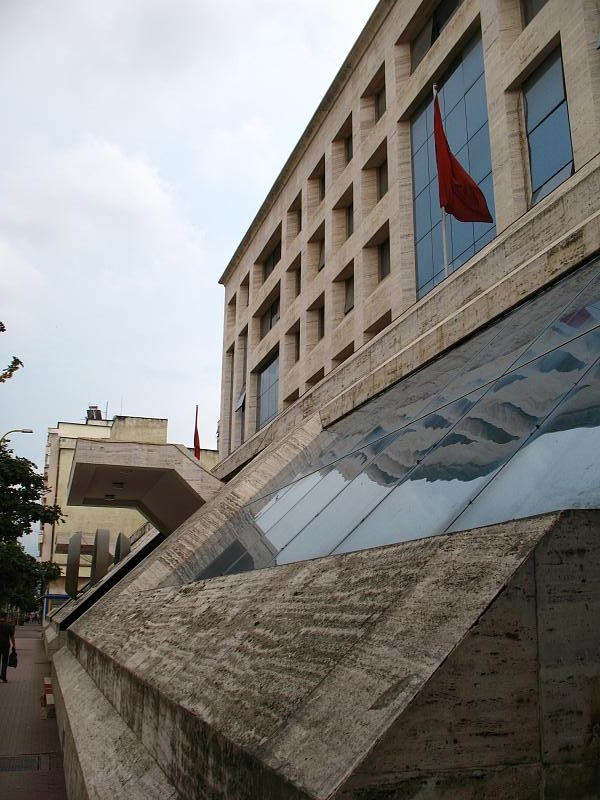
Amtssitz des Hohen Justizrates in Tirana

Der Hohe Justizrat (albanisch Këshilli i Lartë i Drejtësisë, kurz KLD) ist eine staatliche Behörde in Albanien, welche die Richter in den Gerichten der ersten Instanz und in den Appellationsgerichten dem Präsidenten zur Ernennung vorschlägt. Zudem obliegen ihm weitere Rechte und Pflichten.
Die Wahl der Richter ist im neunten Abschnitt der albanischen Verfassung geregelt. Artikel 147 regelt die Grundzüge der Arbeit des Hohen Justizrats. Ein Ausführungsgesetz vom 17. Mai 2001 bestimmt die Details. 
Der Amtssitz befindet sich in der Hauptstadt Tirana.

## Mitglieder
Der Hohe Justizrat besteht aus zwölf Mitgliedern, die eine Amtsdauer von fünf Jahren haben und mindestens einmal alle zwei Monate zusammentreffen.
Zu den Mitgliedern zählen nebst dem Staatspräsidenten, der das Präsidium übernimmt, der Vorsitzende des Obersten Gerichts, der Justizminister, drei Parlamentsmitglieder und neun Richter aller Stufen, die von der nationalen Richterkonferenz gewählt werden.
| Name               | Amtsantritt       | Funktion                                                       |
| ------------------ | ----------------- | -------------------------------------------------------------- |
| Bujar Nishani      | 26. Juli 2012     | Präsident der Republik Albanien und gleichzeitig Ratspräsident |
| Elvis Çefa         | 7. August 2012    | Stellvertretender Ratspräsident                                |
| Eduard Halimi      | 21. Juli 2011     | Ratsmitglied und gleichzeitig Justizminister                   |
| Artan Broci        | 14. Dezember 2012 | Ratsmitglied                                                   |
| Astrit Haxhialushi | 14. Dezember 2012 | Ratsmitglied                                                   |
| Dritan Caka        | 8. April 2011     | Ratsmitglied                                                   |
| Dritan Hallunaj    | 15. November 2010 | Ratsmitglied                                                   |
| Flamur Kapllani    | 15. November 2010 | Ratsmitglied                                                   |
| Hysen Saliko       | 8. April 2011     | Ratsmitglied                                                   |
| Ilir Mustafaj      | 15. November 2010 | Ratsmitglied                                                   |
| Neshat Fana        | 18. Juli 2008     | Ratsmitglied                                                   |
| Tritan Hamitaj     | 15. November 2010 | Ratsmitglied                                                   |

## Pflichten und Befugnisse
Der Hohe Justizrat spielt bei der Berufsausübung der Richter in den ersten Instanzen und in den Appellationsgerichten eine entscheidende Rolle. Sie ist für die Besetzung von vakanten Stellen zuständig, indem sie dem Ratspräsidenten Kandidaten vorschlägt. Weiterhin kann der Rat gegen Richter Disziplinarmaßnahmen einleiten, den Arbeitsort der Richter ändern und sie transferieren.
Die Richter des Verfassungsgerichts und des Obersten Gerichts werden als einzige nicht vom Hohen Justizrat vorgeschlagen, sondern vom Parlament genehmigt.